# Esteban Kuko
Esteban Kuko (Buenos Aires, 4 novembre 1907 – ...) è stato un calciatore argentino, di ruolo attaccante.

## Carriera
È stato un'ala sinistra. Ha vinto 4 trofei (i campionati 1926, 1930, 1931 e la Copa Estímulo 1926) giocando con il Boca Juniors, squadra nella quale è cresciuto giocando nelle giovanili. Ha giocato sia a livello amatoriale sia a livello professionistico. Con il Boca ha giocato per sette stagioni. Ha giocato anche con la selezione argentina una partita contro l'Uruguay il 16 giugno 1929 (1-1). Kuko rimane nella storia del Boca Juniors per essere uno dei tre marcatori assieme a Roberto Cherro e Domingo Tarasconi ad aver segnato una doppietta nel Superclásico contro il River Plate del 1928 conclusosi sul punteggio di 6-0.

## Palmarès
- Campionato argentino: 3

Boca Juniors: 1926, 1930 e 1931
- Copa Estímulo: 1

Boca Juniors: 1926